# Coulomb
Coulomb (C; svenskt uttal /kulɔ'mb/) alternativt amperesekund (As) är SI-enheten för elektrisk laddning och definieras utifrån ampere. 1 coulomb är laddningen som under 1 sekund passerar genom en ledare där strömstyrkan är 1 ampere. 
{\displaystyle 1\ \mathrm {C} =1\ \mathrm {A} \cdot 1\ \mathrm {s} }
Det motsvarar ungefär laddningen av 6,24·1018 (1,036·10−5 mol) elektroner. Enheten är uppkallad efter Charles de Coulomb (1736–1806).